# Fonds mondial de recherche contre le cancer
 (août 2019).
Si vous disposez d'ouvrages ou d'articles de référence ou si vous connaissez des sites web de qualité traitant du thème abordé ici, merci de compléter l'article en donnant les références utiles à sa vérifiabilité et en les liant à la section « Notes et références ».
Le Fonds mondial de recherche contre le cancer (FMRC) est une association loi de 1901 consacrée à la prévention du cancer par la promotion d’une alimentation équilibrée, la pratique régulière d’une activité physique et le maintien d’un poids corporel optimal.
Le FMRC fait partie du réseau mondial du World Cancer Research Fund (WCRF) qui est composé également des associations suivantes :
- l’American Institute for Cancer Research (AICR) ;
- le World Cancer Research Fund United-Kingdom (WCRF UK) ;
- le Wereld Kanker Onderzoek Fonds (WCRF NL) ;
- le World Cancer Research Fund Hong-Kong (WCRF HK) ;

et du siège stratégique, le World Cancer Research Fund International (WCRF INT).
La mise en commun de l’ensemble des moyens permet au réseau du WCRF de mettre en place et d’optimiser des programmes de recherche et d’information dans le monde entier.

## Actions récentes
En 2007, le réseau du WCRF a publié le rapport Alimentation, Nutrition, Activité Physique et Prévention du Cancer : une Perspective Mondiale (Food, Nutrition, Physical Activity and the Prevention of Cancer ; a Global Perspective). Pour ce faire, un panel international de vingt-et-un scientifiques a évalué les résultats de milliers d’études menées ces cinquante dernières années dans le monde. Ce rapport représente l’analyse la plus complète jamais publiée et a changé le paysage de la recherche en concentrant les efforts de la communauté scientifique globale. Selon le WCRF, 30 à 40 % des cancers seraient imputables à l'alimentation. Les recommandations ci-dessous sont issues de ce rapport.
Les recommandations alimentation et santé du FMRC pour la prévention du cancer
1. Être aussi mince que possible tout en évitant l’insuffisance pondérale ;
2. Pratiquer une activité physique au moins trente minutes par jour ;
3. Éviter les boissons sucrées. Limiter la consommation d’aliments à forte densité calorique (en particulier les produits à teneur élevée en sucres ajoutés, ou faibles en fibres, ou riches en matières grasses) ;
4. Augmenter et varier la consommation de légumes, fruits, céréales complètes et légumes secs ;
5. Limiter la consommation de viande rouge (comme le bœuf, le porc, ou l'agneau) et éviter la charcuterie ;
6. En cas de consommation d’alcool, se limiter à une boisson par jour pour les femmes et à deux pour les hommes ;
7. Limiter la consommation d’aliments salés et de produits contenant du sel ajouté (sodium) ;
8. Ne pas prendre de compléments alimentaires pour se protéger du cancer ;
9. De préférence, les mères devraient exclusivement allaiter pendant les six premiers mois puis introduire d’autres liquides et aliments ;
10. Après le traitement, les personnes diagnostiquées d’un cancer devraient suivre l’ensemble des recommandations pour la prévention du cancer.

Et ne pas fumer...
Ces recommandations renforcent et précisent celles du Programme national nutrition santé (PNNS). Ce plan d’actions établit les repères nutritionnels prioritaires sur le plan de la santé publique sans s'attarder sur les causes environnementales autres que liées aux choix des aliments.